# حلة خوجلي

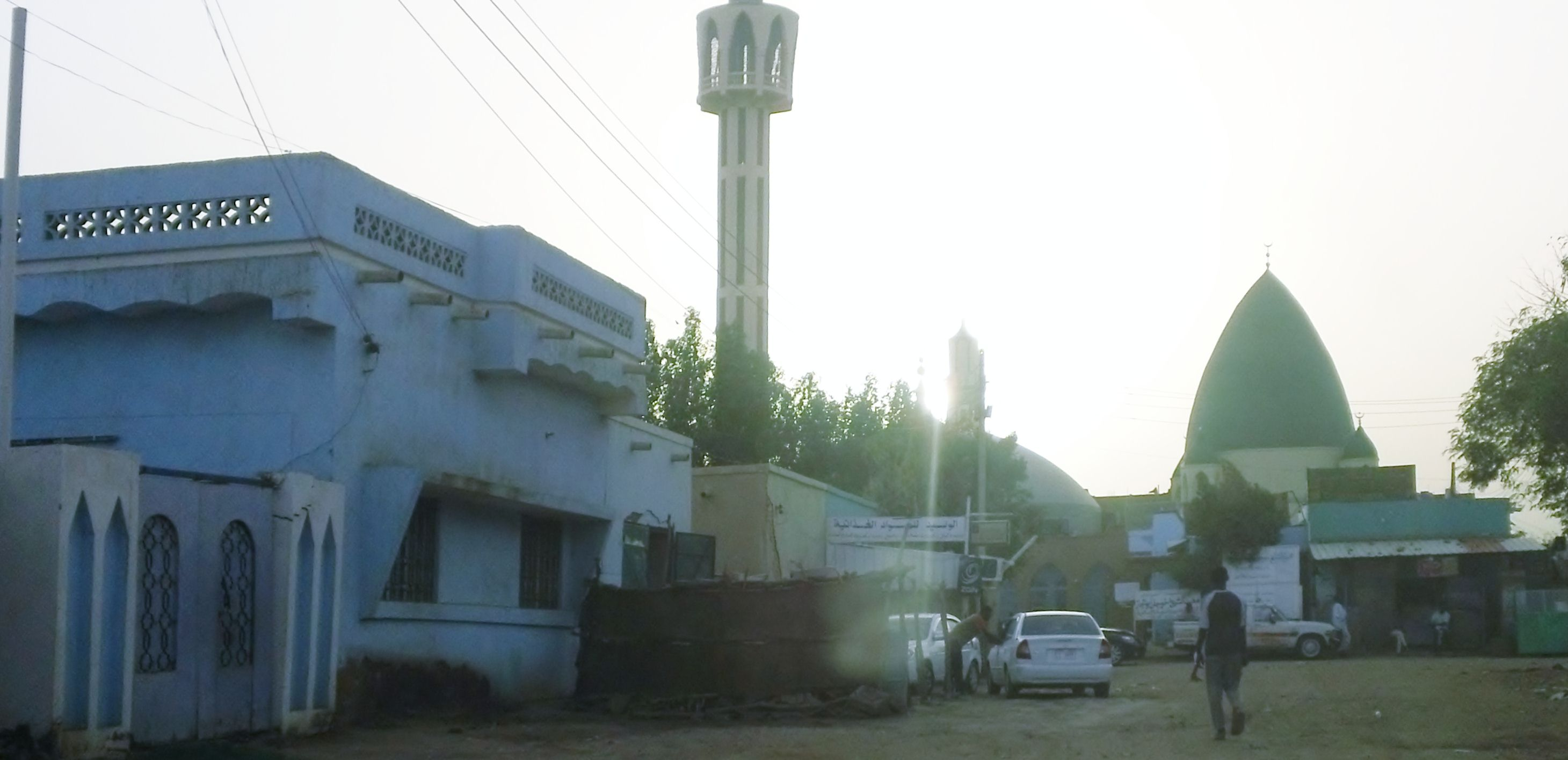
مسجد وقبة الشيخ خوجلي أبو الجاز

 حلة خوجلي حي سوداني يقع في مدينة الخرطوم بحري الواقعة في ولاية الخرطوم وهو من أقدم أحياء بحري

## الموقع
تقع حلة خوجلي على الضفة الغربية لشارع شمبات الذي كان يسير فيه الترام البخاري على الخط الحديدي الممتد من المحطة الوسطى وحتى معدية شمبات والذي سمي بعد ذلك بشارع السيد/ على الميرغني. حدودها من الشمال مقام الشيخ موسى الصبابي، وتحد جنوباً بحي حلة حمد وشرقاً بحي الدناقلة ومستشفى بحري وغرباً بجزيرة توتي. وفي الجزء الجنوبي الغربي من الحي تقع مقابر الشيخ خوجلي والتي يقبر فيها الموتى من مدينة بحري وجزيرة توتي والمناطق المجاورة.

## أصل التسمية
سمي الحي بحلة خوجلي على اسم الشيخ خوجلي أبو الجاز أو (أزرق توتي) ولقب بهذا اللقب لسمرة لونه لقد اشتهر الشيخ خوجلي بلقب (أبو الجاز) وذلك نسبة لابنته الكبرى (الجاز).

## تاريخ المنطقة
الشيخ خوجلي أبو الجاز أو أزرق توتي شيخ وعالم وعلم من أعلام المدارس الإسلامية في السودان. ولد بجزيرة توتي في السودان سنة 1065 هـ الموافق 1654م فهو خوجلب بن عبد الرحمن وأمه ضوه بنت خوجلي وهي محسية مشيرفية ومشيرف هو جد المحس وينتهي إلى أبي بن كعب الخزرجي. تنسب مدينة الخوجلاب في السودان إليه وكذلك حلة خوجلي في مدينة الخرطوم بحري حيث يوجد مسجده وخلوته.

## المناخ
تتراوح درجات الحرارة ما بين 25 درجة مئوية إلى 40 درجة مئوية في فصل الصيف في الفترة من شهر أبريل / آب وحتى شهر يونيو / حزيران وما بين 20 درجة مئوية إلى 30 درجة مئوية في الفترة من شهر يوليو / تموز وحتى شهر أكتوبر / تشرين الأول، وما بين 15 درجة مئوية إلى 20 درجة مئوية في فصل الشتاء في الفترة ما بين شهر نوفمبر /  تشرين الثاني وحتى  شهر مارس /  آذار.

## التعليم
نجد أن التعليم في السودان في تطور مستمر ومناهج التعليم السودانية كذلك تتطور حسب الحقب التاريخية فالتعليم ما قبل التركية وعهد التركية والمهدية والحكم الثنائى والاستقلال في الفترة من 56-2004 م, وهنالك كثير من الايجابيات والسلبيات التي صاحبت تطور المناهج في مراحل التعليم المختلفة. وتطور التعليم يسهل مطابقة المنهج للثورة التعليمية التي حدثت في السودان خلال الحقب الناتجة المتمثلة في التقدم التكنولوجي ووسائل الاتصال والتقنية الحديثة ومدى مطابقتها لمتطلبات أوجه المجتمعات المحلية.     

## الحياة الاجتماعية
- تمتاز حلة خوجلي حسب موقعها على النيل ببيئة صحية يحفها هواء صافي عليل من عبير مزارعها المخضرة على شاطئ النيل والتي كان يفلحها الأجداد وما زالت تحتفظ بجمالها ورونقها حتى الآن.
- وتمتاز أيضا بالهدوء الذي يعمها وخلوها من أي مشاكل أو اضطرابات ويرجع ذلك لما يتمتع به أهلها من قيم إسلامية نبيلة وخلق كريم اكتسبوه من الآباء والأجداد في هذا الحي العريق.
- كما تمتاز بشوارعها المخططة الواسعة النظيفة، منها ثلاثة شوارع كانت مسفلتة من قبل إلا أنها افتقرت إلى الصيانة اللازمة وأصبحت الآن أرضاً ترابية.

## معالم حلة خوجلي
- مسجد الشيخ خوجلي أبو الجاز
- مسجد السيد علي الميرغني
- مسجد السيد المحجوب
- مسجد متولي عيد
- مسجد حي خوجلي شمال الذي كان في شكل زاوية في السابق.
- قبة الشيخ خوجلي أبو الجاز
- مدرسة ميمونة بنت الحارث الأساسية للبنات
- وبالحي أيضاً موقع مخصص كدار للكشافة السودانية في الجزء الغربي منه المطل على النيل، وكان كبار الحكام البريطانيين في السابق يستغلون هذا الموقع لممارسة لعبة (الجولف) في أوقات فراغهم.[9]

## طالع ايضاً
- الخرطوم
- أم درمان
- النيل الأبيض
- النيل الأزرق